# Cándida María de Jesús

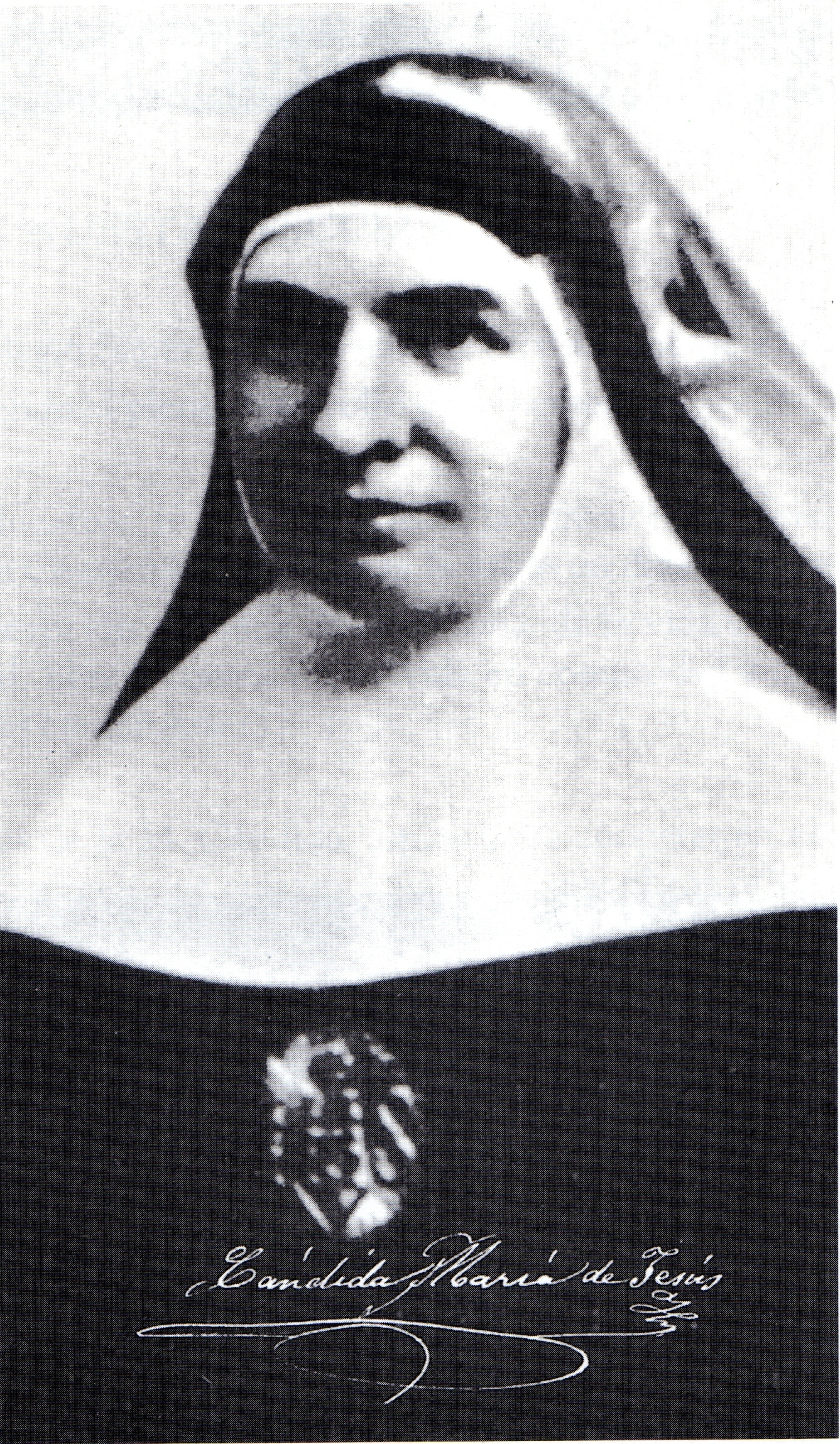
Hl. Cándida María de Jesús

Cándida María de Jesús (geboren als Juana Josefa Cipitria y Barrio) (* 31. Mai 1845 Berrospe bei Andoáin, Gipuzkoa, Spanien; † 9. August 1912 in Salamanca, Spanien) war Ordensschwester und Gründerin der Kongregation der Hijas de Jesus (Jesuitinas) (Töchter Jesu). Sie wird in der katholischen Kirche als Heilige verehrt. 

## Leben
Juana Josefa Cipitria y Barriola begeisterte sich schon als Kind für den heiligen Ignatius von Loyola und seine Spiritualität, insbesondere seine Exerzitien. Am 8. Dezember 1871, dem Hochfest der Unbefleckten Empfängnis, gründete sie in Salamanca eine Kongregation, die sich der religiösen Erziehung im Geiste der Ignatianischen Askese widmet und nahm den Ordensnamen Cándida María de Jesús an. Das Werk breitete sich in Spanien aus, im Jahr 1911 wurden die ersten Schwestern nach Brasilien entsandt. Heute gibt es Niederlassungen in Spanien, Italien, China, Japan, Brasilien, Argentinien, Bolivien und anderen Ländern.
Papst Johannes Paul II. sprach Sr. Candida am 12. Mai 1996 selig, Papst Benedikt XVI. am 17. Oktober 2010 heilig. Ihr Gedenktag in der Liturgie ist der 9. August.